# Rifugio Guglielmo Migliorero
Il rifugio Guglielmo Migliorero è un rifugio situato nella catena delle Alpi Marittime nel comune di Vinadio, in provincia di Cuneo,  a 2094 metri di altitudine. Sorge poco distante dal Lago Inferiore dell'Ischiator.

## Storia
Il rifugio fu inaugurato nel 1934, non però come rifugio, bensì come albergo in quota. Duramente colpito durante la seconda guerra mondiale, rimase in stato di abbandono fino al 1962, quando la provincia di Cuneo, dopo averlo rilevato, provvide al suo restauro. In quello stesso anno il rifugio fu affidato alla sezione di Fossano del Club Alpino Italiano, che da allora lo gestisce, e ne divenne proprietaria nel 1979. Ulteriori restauri furono effettuati nel 1997, 2005 e 2008, fino a giungere alla struttura attuale.

## Caratteristiche e informazioni

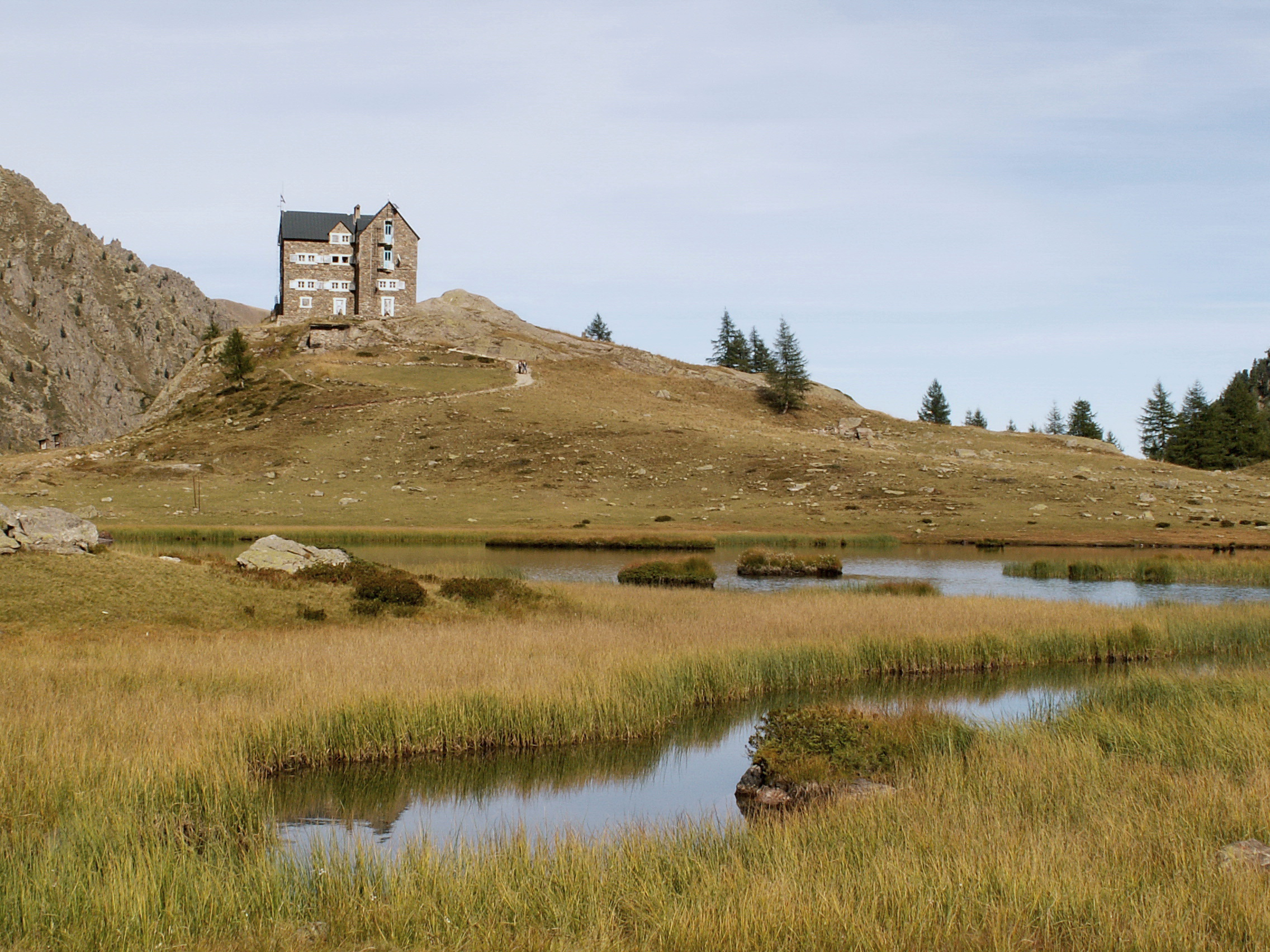
Rifugio Migliorero

Si trova nella parte superiore del vallone dell'Ischiator, arroccato su uno sperone roccioso.
È una costruzione in muratura di pietrame a tre piani. Il piano terra ospita la cucina, la sala da pranzo (70 coperti) ed il bar; al primo piano ci sono 11 camerette da tre e quattro posti, mentre nel sottotetto ci sono tre camerate. In tutto sono disponibili 80 posti letto.
Il rifugio non offre servizio di ristorazione, ma solo servizio bar e pernottamento. La cucina è comunque a disposizione degli ospiti del rifugio. Solo su prenotazione, gli escursionisti che percorrono la Grande Traversata delle Alpi o la Via Alpina possono usufruire del servizio ristorazione.
La struttura dispone di acqua corrente e di doccia calda. L'impianto elettrico è alimentato da pannelli fotovoltaici e da gruppo elettrogeno. Il locale invernale dispone di 6 posti letto.

## Accessi
Lo si raggiunge da Besmorello, borgata non lontana dalla frazione Bagni di Vinadio. Posata l'auto dopo il ponte sul Torrente Ischiator a quota 1580 si prosegue sulla strada sterrata fino all'inizio dell'ampia conca del Vallone d'Ischiator, dove un sentiero che costeggia il torrente porta in circa tre quarti d'ora al rifugio. Tempo di salita: 2 ore circa.
Il rifugio è anche raggiungibile dal Vallone di San Bernolfo tramite il Passo di Laroussa o dal Vallone del Piz via Passo di Rostagno.

## Ascensioni
- Becco Alto d'Ischiator (2.998 m)
- Cima di Corborant (3.010 m)

## Traversate
- al rifugio Zanotti per il passo di Rostagno
- al rifugio Rabuons (Francia) per il passo dell'Ischiator
- al rifugio Talarico ai prati del Vallone
- a San Bernolfo per il passo di Laroussa
- al rifugio De Alexandris-Foches passando da San Bernolfo

Il rifugio si trova sul percorso della Grande Traversata delle Alpi, ed in particolare sulla variante nota come percorso delle Alte Valli: in quest'ambito è punto di sosta tra due tappe, Bagni di Vinadio - rifugio Migliorero e rifugio Migliorero - Prati del Vallone.
Inoltre, si trova sull'itinerario della tappa R138 dell'itinerario rosso della Via Alpina, dal rifugio Zanotti a Strepeis nel vallone di San Bernolfo.

## Altre attività
Nelle vicinanze del rifugio si trova un sito d'arrampicata attrezzato.

## Galleria d'immagini

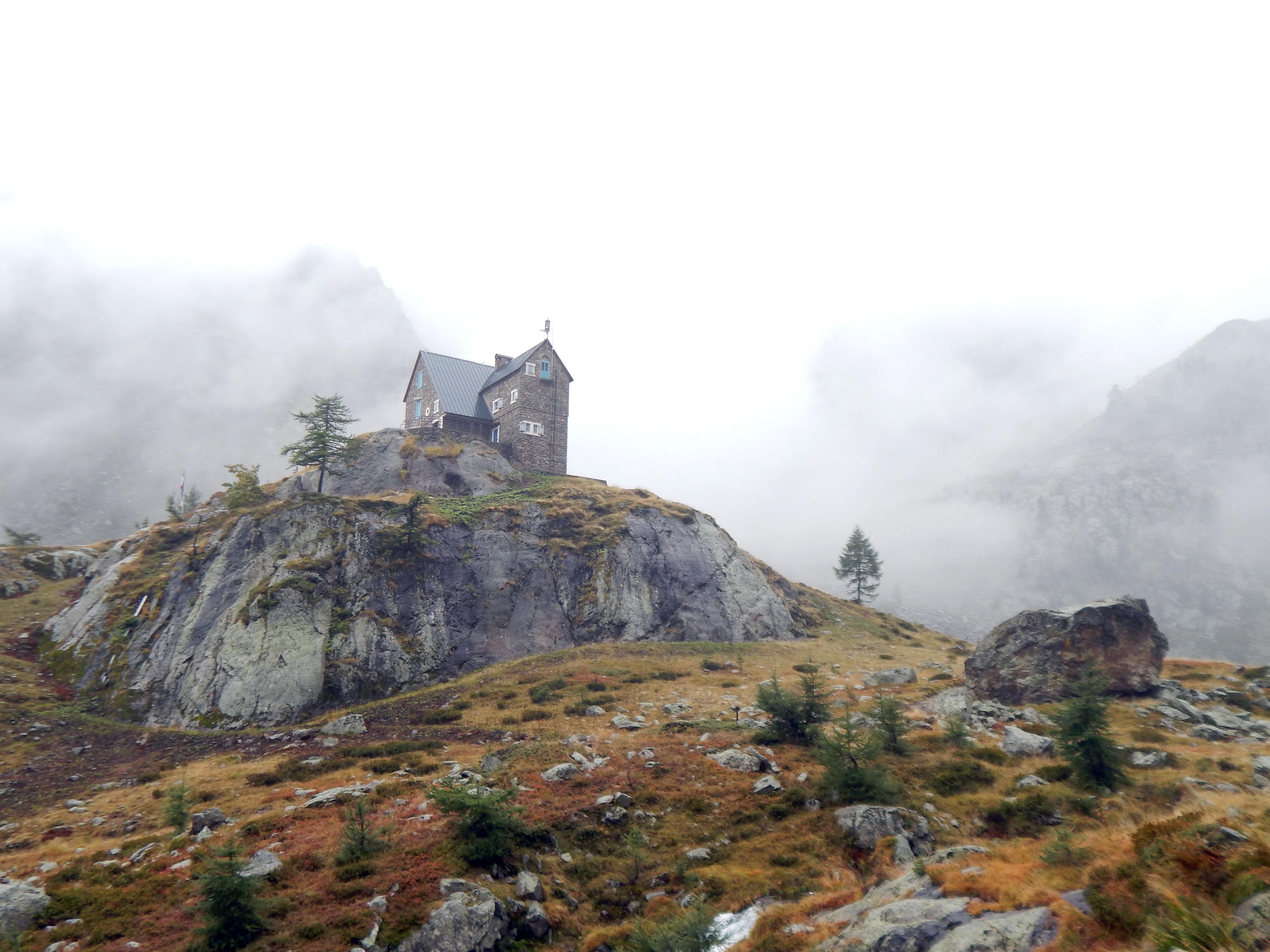
Il Rifugio Migliorero avvolto dalla nebbia